# Фотоживопись
Фотоживопись — особый приём авторской обработки фотографии. Создателем этой техники является петербургский фотограф Ася Немченок. Фотоживопись — это раскрашивание вручную негативов 35-миллиметровой черно-белой или цветной фотоплёнки. Особая трудность заключается в миниатюрности размера кадра — 3,5 Х 2,5 см, и в том, что при печати цвета меняются на противоположные: жёлтый становится синим, красный — зелёным, оранжевый — фиолетовым и т. д. Каждая фотография, выполненная в такой технике, становится уникальным произведением искусства, не тиражируемым в большом количестве, как и любая ручная техника. В Фотоживописи использованы приёмы монотипии (монотипия — живопись на стекле маслом или гуашью с последующей возможностью единственного оттиска).